# 외환사기
외환사기(foreign exchange fraud)란 외환시장에서 거래를 하면 높은 이익을 얻을 수 있다고 상인을 설득하여 사기 (법률)를 치는 거래 수법을 말한다. 미국 상품선물거래위원회(U.S. Commodity Futures Trading Commission)의 마이클 던(Michael Dunn)에 따르면 통화 거래는 2008년 초부터 일반적인 사기 형태가 되었다.
외환 시장은 기껏해야 제로섬 게임이다. 즉, 한 거래자가 무엇을 얻든지 다른 거래자는 손해를 본다는 의미이다. 그러나 모든 거래자의 결과에서 중개 수수료 및 기타 거래 비용이 차감되므로 외환은 네거티브섬 게임이 된다.

## 같이 보기
- 외환시장
- 사기 (법률)
- 도박꾼의 파산
- 고수익 투자 프로그램